# Circunvalación de Montpellier y Nimes
La línea de Circunvalación de Nimes y Montpellier es una variante ferroviaria francesa que une las Líneas de alta velocidad Mediterranée y LAV Perpiñán-Figueras a través de un nuevo corredor entre Manduel y Lattes. 
Estaba previsto el comienzo de la obra en 2013 con un presupuesto de 2.300 millones de euros con todas la infraestructuras. El 28 de junio de 2012 el gobierno francés firmó un acuerdo público privado de una duración de 25 años. El consorcio aportará 1.500 millones de euros al coste total del proyecto, Réseau Ferre de France pagará durante el periodo un canon al consorcio liderado por Bouygues.